# Lista de filmes com temática LGBT de 1978
Esta é uma lista de filmes que contém personagens e/ou temática lésbica, gay, bissexual, ou transgênera lançados em 1978.
| Título                                       | Diretor | País               | Gênero              | Elenco | Anotações |
| -------------------------------------------- | --- | ------------------ | ------------------- | --- | --- |
| Amor Bandido                                 | Bruno Barreto | Brasil             | Policial            | Paulo Guarnieri, Cristina Aché, Paulo Gracindo, Ligia Diniz                                               | [ 1 ] |
| Ang tatay kong nanay                         | Lino Brocka | Filipinas          | Comédia, Drama      | Dolphy, Niño Muhlach, Phillip Salvador, Marissa Delgado, Lorli Villanueva, Soxy Topacio                   | Um esteticista gay acaba tendo que cuidar do filho de um amigo                                                                        |
| La Cage aux Folles                           | Édouard Molinaro | França, Itália     | Comédia, Drama      | Ugo Tognazzi, Michel Serrault, Claire Maurier, Rémi Laurent, Carmen Scarpitta, Michel Galabru             | Co-roteirizado por Jean Poiret, baseado em sua peça homônima                                                                          |
| California Suite                             | Herbert Ross | EUA                | Comédia, Romance    | Alan Alda, Maggie Smith, Jane Fonda, Michael Caine, Walter Matthau, Elaine May                            | Roteirizado por Neil Simon, baseado em sua peça homônima.                                                                             |
| Cass                                         | Chris Noonan | Austrália          | Drama               | Michele Fawdon, John Waters, Judy Morris, Peter Whitford, Peter Carroll, Sandra McGregor                  | Com um casamento despedaçado e apaixonada por outra mulher, uma esposa tenta consertar sua vida                                       |
| The Cat and the Canary                       | Radley Metzger | Reino Unido        | Terror, Comédia     | Honor Blackman, Michael Callan, Edward Fox, Wendy Hiller, Olivia Hussey                                   | [ 4 ] |
| La clé sur la porte                          | Yves Boisset | França             | Drama               | Annie Girardot, Patrick Dewaere, Eléonore Klarwein, Stéphane Jobert, Barbara Steele, Philippe Taccini     | [ 5 ] |
| Deutschland im Herbst                        | Alf Brustellin, Rainer Werner Fassbinder, Volker Schlöndorff, Beate Mainka-Jellinghaus, Bernhard Sinkel, Katja Rupé, Alexander Kluge, Maximiliane Mainka, Hans Peter Cloos, Edgar Reitz, Peter Schubert | Alemanha Ocidental | Antologia           | Hannelore Hoger, Angela Winkler, Vadim Glowna, Katja Rupé, Heinz Bennent, Wolf Biermann, Joachim Bißmeier | trad. Alemanha no Outono Sobre uma série de ataques terroristas conhecidos como o Outono Alemão                                       |
| A Different Story                            | Paul Aaron | EUA                | Drama               | Meg Foster, Perry King, Valerie Curtin, Peter Donat, Richard Bull, Barbara Collentine                     | Um homem gay e uma lésbica viram colegas de apartamento mas acabam se apaixonando                                                     |
| El diputado                                  | Eloy de la Iglesia | Espanha            | Drama               | José Sacristán, María Luisa San José, José Luis Alonso, Enrique Vivó, Agustín González, Queta Claver      | trad. O Deputado Um jovem prostituto é contratado pela polícia secreta para comprometer um político, mas acaba se apaixonando por ele |
| Le Dossier 51                                | Michel Deville | França             | Crime               | Francoise Beliard, Patrick Chesnais, Jenny Cleve, Jean Dautremay, Gerard Dessalles, Jean-Michel Dupuis    | [ 9 ] |
| Double Strength                              | Barbara Hammer | EUA                | Curta, Documentário | Barbara Hammer                                                                                            | Entrevista um casal de lésbicas ginastas                                                                                              |
| Du er ikke alene                             | Ernst Johansen, Lasse Nielsen | Dinamarca          | Drama, Romance      | Anders Agensø, Peter Bjerg, Ove Sprogøe, Elin Reimer, Jan Jørgensen, Jørn Faurschou                       | |
| Et... Dieu créa les hommes                   | Jean-Étienne Siry | França             | Erótico, Drama      | Yvon Sauders, Jean Lozére, Michel Mayran, Denis Santos, Lionel Spicilec                                   | Sem saber que seu amante, que o abandonou, morreu, um homem vaga por Paris passando de um encontro sexual para outro                  |
| Et il voulut être une femme                  | Michel Ricaud | França             | Documentário        | Elysa, Brigitte, Virma                                                                                    | Mostra a vida da comunidade trans em Paris, foca em uma travesti brasileira, e termina com uma cirurgia de redesignação sexual        |
| Facundo Alitaftaf                            | Luciano B. Carlos | Filipinas          | Comédia             | Dolphy, Lotis Key, Trixia Gomez, Max Alvarado, Bella Flores, Bayani Casimiro                              | [ 13 ] |
| As Filhas do Fogo                            | Walter Hugo Khouri | Brasil             | Suspense            | Paola Morra, Karin Rodrigues, Rosina Malbouisson, Maria Rosa, Serafim Gonzalez                            | |
| Gay USA                                      | Arthur J. Bressan Jr. | EUA                | Documentário        | Stuart Loomis, Pat Parker                                                                                 | Mostra paradas do orgulho LGBT de algumas partes dos EUA em 1977                                                                      |
| Girlfriends                                  | Claudia Weill | EUA                | Comédia             | Melanie Mayron, Anita Skinner, Christopher Guest, Bob Balaban, Eli Wallach, Roderick Cook                 | [ 15 ] |
| Un hombre llamado Flor de Otoño              | Pedro Olea | Espanha            | Drama               | José Sacristán, Francisco Algora, Carmen Carbonell, Roberto Camardiel, Carlos Piñeiro, José Franco        | trad. Um homem chamado Flor de Outono O herdeiro de uma família burguesa é advogado pelo dia, transformista pela noite                |
| Hoshizora no marionette (星空のマリオネット) | Hôjin Hashiura | Japão              | Drama               | Yoichi Miura, Ako, Kazuhito Takei, Teizou Muta, Yuri Yamashina, Akira Shioji, Moeko Ezawa                 | Um jovem faz amizade com um gay efeminado e uma garota grávida                                                                        |
| L'Hypothèse du tableau volé                  | Raúl Ruiz | França             | Mistério, Drama     | Jean Rougeul, Gabriel Gascon, Chantal Paley, Jean Raynaud, Daniel Grimm, Isidro Romero                    | trad. A Hipótese do Quadro Roubado Dois narradores ocultos discutem as conexões entre duas pinturas                                   |
| In einem Jahr mit 13 Monden                  | Rainer Werner Fassbinder | Alemanha Ocidental | Drama               | Volker Spengler, Ingrid Caven, Gottfried John, Elisabeth Trissenaar, Eva Mattes, Günther Kaufmann         | trad. Num Ano de 13 Luas Uma mulher trans com um passado triste procura aceitação entre amigos e ela mesma                            |
| Jubilee                                      | Derek Jarman | Reino Unido        | Drama               | Jenny Runacre, Nell Campbell, Toyah Willcox, Jordan, Hermine Demoriane, Ian Charleson, Karl Johnson       | [ 20 ] |
| Lille spejl                                  | Edward Fleming | Dinamarca          | Comédia             | Frits Helmuth, Bodil Kjer, Preben Kaas, Jesper Klein, Peter Steen, Else Petersen                          | Segue um grupo de gays, drag queens, e transsexuais, que dividem um apartamento com um hétero do interior                             |
| A Lira do Delirio                            | Walter Lima Júnior | Brasil             | Drama               | Anecy Rocha, Cláudio Marzo, Paulo César Peréio, Antônio Pedro                                             | |
| El lugar sin límites                         | Arturo Ripstein | México             | Drama               | Roberto Cobo, Lucha Villa, Ana Martín, Gonzalo Vega, Julián Pastor, Carmen Salinas                        | trad. O Lugar Sem Limites. Baseado no romance homônimo de José Donoso                                                                 |
| Madame X - Eine absolute Herrscherin         | Tabea Blumenschein, Ulrike Ottinger | Alemanha Ocidental | Fantasia, Aventura  | Tabea Blumenschein, Roswitha Janz, Monika von Cube, Irena von Lichtenstei, Yvonne Rainer, Hella Utesch    | Várias mulheres cansadas de suas vidas pacatas se juntam a um grupo de piratas lésbicas                                               |
| Mean Dog Blues                               | Mel Stuart | EUA                | Drama               | Gregg Henry, Kay Lenz, Scatman Crothers, Tina Louise, Felton Perry, Gregory Sierra                        | Quando seu amigo machuca uma garota ao dirigir bêbado, um cantor leva a culpa e é preso                                               |
| A Morte Transparente                         | Carlos Hugo Christensen | Brasil             | Drama, Policial     | Bibi Vogel, Wagner Montes, Jayme Barcellos, Roberto Faissal                                               | |
| New York City Inferno                        | Jacques Scandelari | EUA, França        | Erótico             | Alain-Guy Giraudon, Bob Bleecker, Camille O'Grady, Daddy La Flippée, Luke Morelay                         | Um francês vai para Nova Iorque para encontrar o namorado, mas acaba descobrindo o mundo do couro                                     |
| Nighthawks                                   | Ron Peck | Reino Unido        | Drama               | Ken Robertson, Tony Westrope, Rachel Nicholas James, Maureen Dolan, Stuart Turton, Clive Peters           | Segue a rotina de um professor gay, das aulas durante o dia, aos clubes durante a noite                                               |
| Nos Embalos de Ipanema                       | Antônio Calmon | Brasil             | Drama, Comédia      | André de Biase, Angelina Muniz, Zaira Zambelli, Paulo Villaça, Roberto Bonfim, Selma Egrei                | [ 27 ] [ 28 ] |
| Ocaña, retrat intermitent                    | Ventura Pons | Espanha            | Documentário        | José Pérez Ocaña                                                                                          | trad.Ocaña, um retrato intermitente. Mostra uma Barcelona Pós-Franco através dos olhos do artista José Pérez Ocaña                    |
| Les oiseaux de nuit                          | Luc Barnier, Alain Lasfargues | França             | Documentário        | Germaine La Limande, Nini Crépon, Loulou Bonheur                                                          | Sobre o grupo de travestis Les Mirabelles                                                                                             |
| On the Yard                                  | Raphael D. Silver | EUA                | Drama               | John Heard, Thomas G. Waites, Mike Kellin, Richard Bright, Joe Grifasi, Lane Smith                        | [ 31 ] |
| Queerdom                                     | Lew Gifford, Paul Kim | EUA                | Curta               | | Um homem acorda em um dia normal e se sente um pouco queer                                                                            |
| A Question of Love                           | Jerry Thorpe | EUA                | Drama               | Gena Rowlands, Jane Alexander, Bonnie Bedelia, Clu Gulager, Jocelyn Brando, Ned Beatty                    | trad. Uma Questão de Amor Uma mãe lésbica luta para conseguir a custódia de seu filho                                                 |
| Les Rendez-vous d'Anna                       | Chantal Akerman | França             | Drama               | Aurore Clément, Helmut Griem, Magali Noël, Hanns Zischler, Jean-Pierre Cassel, Lea Massari                | Uma diretora que vai para a Alemanha mostrar seu mais novo filme                                                                      |
| El Sacerdote                                 | Eloy de la Iglesia | Espanha            | Drama               | Simón Andreu, Emilio Gutiérrez Caba, Esperanza Roy, José Franco, Ramón Reparaz, Queta Claver              | Um padre começa a ter fantasias eróticas e tem uma crise espiritual                                                                   |
| Schöner Gigolo, armer Gigolo                 | David Hemmings | Alemanha Ocidental | Drama               | David Bowie, Sydne Rome, Kim Novak, Maria Schell, Curd Jürgens, Marlene Dietrich                          | |
| Sergeant Matlovich vs. the U.S. Air Force    | Paul Leaf | EUA                | Drama               | Brad Dourif, Frank Converse, William Daniels, Stephen Elliott, Rue McClanahan, Ellen Holly                | Baseado na história real de um sargento da aeronáutica dos EUA que foi demitido por ser gay                                           |
| Someone’s Watching Me!                       | John Carpenter | EUA                | Suspense, Terror    | Lauren Hutton, David Birney, Adrienne Barbeau, Charles Cyphers                                            | A personagem de Barbeau é lésbica |
| Suor Omicidi                                 | Giulio Berruti | Itália             | Suspense, Erótico   | Anita Ekberg, Joe Dallesandro, Alida Valli, Lou Castel, Paola Morra, Massimo Serato                       | trad. A Freira Assassina Também conhecido como Killer Nun Sobre um convento comandado por uma freira psicótica                        |
| Thank God It’s Friday                        | Robert Klane | EUA                | Comédia, Romance    | Jeff Goldblum, Debra Winger, Donna Summer, The Commodores                                                 | [ 38 ] |
| The Users                                    | Joseph Hardy | EUA                | Drama               | Jaclyn Smith, Tony Curtis, Red Buttons, Alan Feinstein, Joan Fontaine                                     | Uma moça sonha com o estrelato e se casa com um ator ex-famoso, formulando um plano para elevar a reputação de ambos                  |
| Das zweite Erwachen der Christa Klages       | Margarethe von Trotta | Alemanha Ocidental | Drama, Crime        | Tina Engel, Silvia Reize, Katharina Thalbach, Marius Müller-Westernhagen, Peter Schneider                 | trad. O Segundo Despertar de Christa Klages                                                                                           |